# Kindbergia arbuscula
Kindbergia arbuscula là một loài Rêu trong họ Brachytheciaceae. Loài này được (Broth.) Ochyra mô tả khoa học đầu tiên năm 1982.